# ملوك بيبلوس
كان ملوك بيبلوس حكام بيبلوس، المدينة الفينيقية القديمة الموجودة الآن بلبنان.
قام العلماء بتجميع القائمة المجزأة من الاكتشافات الأثرية العديدة منذ القرن 19. 

## الفترة المبكرة
- حوالي 1800 ق.م. أبي شيمو الأول
- حوالي 1790 ق.م. ياپا شيمو أبي الأول
- حوالي 1700 ق.م. ريب حدى، ياقين
- حوالي 1500 ق.م. يانتين عمو، أبي شيمو الثاني، ياپا شيمو أبي الثاني، إيڠليا

## الفترة الفرعونية
- حوالي 1340 ق.م. ريب عدي أو ريب حده/ريب حدى
- حوالي 1320 ق.م. ايلي ربّي / ايلي راپيه
- حولي 1320؟ ق.م. أزيرو / عزيرو (ملك مملكة أمورو)
- 1100 ق.م. زكار بعل

## العصر الفينيقي الذهبي
- 1000 ق.م. أحيرام
- حوالي 1000 ق.م. زكار بعل (الثاني؟)
- حوالي 980 ق.م. إثوبعل
- حوالي 940 ق.م. ياحي مليك
- حوالي 930 ق.م. أبي بعل
- حوالي 920 ق.م. إيلي بعل
- حوالي 750 - 738 ق.م. شيپيط بعل

## الفترة الآشورية
- حوالي 710 ق.م. إورو ميكو / إورو ملكي
- حوالي 670 ق.م. ميلكياشاپا / ميلكيعاصف
- حوالي 650 ق.م. يهوة ملك

## الفترة الفارسية
- فترة 450 ق.م. يهوة ميلك
- منتصف القرن 400 ق.م. پالطي بعل
- منتصف القرن 400 ق.م. باتنوام
- أواخر القرن 400 ق.م. عز بعل
- 300 ق.م. مالكاندر
- 332 ق.م. عنيليوس

## الفترة الرومانية
- 68 ق.م. سينيروس